# Gabriel Fabre (musiker)
Gabriel Fabre, född 1858 i Lyon, död 1921 i Paris, var en fransk kompositör. 
Fabre, som var elev av konservatoriet i Paris, gjorde sig fördelaktigt bemärkt genom tonsättningar till flera samtida diktares alster, bland annat sånger av Maeterlinck och åtskilliga bretonska poeter (Chants de Bretagne, 1900). Han tonsatte även en samling kinesiska dikter i översättning (Poèmes de jade). 